# Betti Alver
Betti Alver (Jõgeva, Estonia, 23 de noviembre de 1906-Tartu, Estonia, 19 de junio de 1989) fue el seudónimo de Elisabet Alver —llamada Elisabet Talvik a partir de 1937 y Elisabet Lepik a partir de 1956—, una de las poetas más notables de Estonia. Perteneció a la primera generación de estudiantes que acudieron a la escuela después de la independencia, Alver fue a una escuela de gramática en Tartu.

## Obra
Comenzó escribiendo en prosa, pero se dio a conocer por ser miembro de la Arbujad, un pequeño grupo de influyentes poetas estonios como Bernard Kangro, Uku Masing, Kersti Merilaas, Mart Raud, August Sang, Heiti Talvik y Paul Viiding. Después de la guerra, su esposo Heiti Talvik fue encarcelado por los soviéticos y murió en Siberia.
Por dos o tres décadas mantuvo silencio como poeta en protesta por el gobierno soviético, pero renovó su actividad en la década de 1960. Destaca en este segundo período la colección de 1966, Tähetund (La hora de las estrellas). También escribió novelas y realizó trabajos de traducción. En el centenario de su nacimiento le fue dedicado un museo en Jõgeva.